# Liste der Kampfkünste und Kampfsportarten
Dies ist eine Liste von Kampfkünsten und Kampfsportarten.
Während bei Kampfkünsten das möglichst schnelle Besiegen des Gegners mit allen Mitteln im Vordergrund steht, sind Kampfsportarten vor allem auf den Einsatz im reglementierten Umfeld ausgelegt. Dabei ist in der Regel der Einsatz bestimmter Techniken nicht erlaubt (zum Beispiel Ellenbogentechniken, Schläge oder Hebeltechniken). Zudem ist das Erlernen einer Kampfsportart nützlich, um sich gegen einen oder mehrere Gegner zur Wehr setzen zu können. Hintergrund ist bei den meisten Kampfsportarten nämlich die Verteidigung. Einige Kampftechniken sind im Übrigen vom Militär entwickelt worden und daher besonders effektiv gegen mehrere Angreifer.

## Übergreifende Artikel
- Europäischer Schwertkampf
- Bogenschießen
- Sportschießen

## Stile mit kulturellem Bezug
Die meisten klassischen Kampfkunststile und Kampfsportarten haben einen Bezug zu einer Kultur, das heißt,
- sie haben dort eine Tradition,
- die Tradition des Stils verweist auf die Kultur,
- und die Praktizierenden des Stils nehmen das System als Teil der Kultur wahr.

### Asienund Pazifik
| Kultur                | Oberbegriff                                       | Stilarten |
| --------------------- | ------------------------------------------------- | --- |
| Borneo                |                                                   | Silat, Kuntao |
| Brunei                |                                                   | Pencak Silat |
| Volksrepublik China   | Wushu (Gongfu, Kung Fu), (kat)                    | Innere Stile (Neijiaquan): Baguazhang, Ba Duan Jin, Liu He Ba Fa, Sun-Stil, Taijiquan, Tongbeiquan, Xingyiquan, Yiquan, Wing Tsun Äußere Stile (Waijiaquan): Baihequan, Bajiquan, Affenstil, Hung Kuen, Mizongyi, Nanquan, Pangai-noon, San Shou, Shaolin Kempo, Shaolin Kung Fu, Shuaijiao, Tang Lang Quan, Weng Chun, Wing Chun, modernes Wushu, Yingzhaoquan, Zui Quan |
| Indonesien            |                                                   | Kuntao, Pencak Silat, Peresean |
| Indien                |                                                   | Kalarippayat, Kushti |
| Japan                 | Bujutsu/Budo(kat)                                 | Aikidō, Bujinkan, Iaidō, Jōdō, Jūdō, Jūkendō, Jūjutsu (Jiu Jitsu), Karate, Kendō, Kobudo, Kūdō, Kyūdō, Naginatadō, Nanbudō, Ninjutsu, Shōrinji Kempō, Sumō, Taidō, Yabusame, Yoseikan |
| Kambodscha            |                                                   | Pradal Serey |
| Kirgisistan           |                                                   | Stenka (Kampfsport), Oodarysh |
| Laos                  |                                                   | Muay Lao |
| Nordkorea / Südkorea  | Musul/Mudo(kat)                                   | Shinson Hapkido, Gjogsul, Hapkido, Haidong Gumdo, Hangeomdo, Hwarang-Do, Kuk Sool Won, Kumdo, Kwon Beop, Kyeok Too Ki, Sonmudo, Gongkwon Yusul, Subak, Ssireum, Taekkyon, Taekwondo, Tang Soo Do, Kung Jung Mu Sul |
| Malaysia              |                                                   | Silat, Kuntao |
| Mongolei              |                                                   | Mongolisches Ringen, Bogenschießen |
| Myanmar (Burma/Birma) | Thaing                                            | Banshay, Lethwei, Naban |
| Philippinen           | (kat), Filipino Martial Arts                      | Arnis / Eskrima/Escrima / Kali, Dumog, Silat, Kuntaw/Kuntao, Suntukan / Panantukan, Sikaran / Panandiakan / Sipaan, Yaw-Yan |
| Russland              |                                                   | Sambo (Kampfsport), Stenka (Kampfsport), Systema |
| Sri Lanka             |                                                   | Angampora |
| Thailand              |                                                   | Krabi Krabong, Muay Thai, Muay Thai Boran, |
| Usbekistan            |                                                   | Kurash |
| Vietnam               | (kat), Geschichte der vietnamesischen Kampfkünste | Võ thuật Bình Định, Cuong Nhu, Nam Hồng Sơn, Viêt Võ Dao, Vovinam, Thanh Long, Vo Thuat, Vo Dao Vietnam, Viet Vu Dao, |

### VorderasienundNaher Osten
| Kultur | Stilart                                                           |
| ------ | ----------------------------------------------------------------- |
| Israel | Krav Maga                                                         |
| Iran   | Varzesch-e Pahlavani, Kung Fu To'A                                |
| Türkei | Öl-Ringkampf, Sayokan, Türkisches Freistilringen, Matrak, Alpagut |

### Europa
| Kultur                    | Stilarten                                                                                                |
| ------------------------- | --- |
| ganz Europa, überregional | Fechten, Historische Kampfkünste Europas, Tjost, Huscarl, Moderne Schwertkunst, Ringen                   |
| Deutschland               | Deutsche Fechtschule, Kampfringen, Ranggeln, Ju-Jutsu, Ju-Jutsu-Do, Modern Sports Karate, Allkampf-Jitsu |
| England                   | Bare-knuckle, Singlestick, Bartitsu, Boxen                                                               |
| Frankreich                | Savate, Canne, Bâton français                                                                            |
| Griechenland              | Faustkampf, Pankration, Pale                                                                             |
| Island                    | Glíma |
| Irland                    | Bataireacht, Bare-knuckle                                                                                |
| Italien                   | Faustkampf mit Caestus, Ringen                                                                           |
| Österreich                | Ranggeln                                                                                                 |
| Portugal                  | Jogo do pau                                                                                              |
| Russland                  | Sambo, Systema                                                                                           |
| Schottland                | Singlestick, Scottish Backhold                                                                           |
| Schweiz                   | Schwingen                                                                                                |
| Serbien                   | Svebor                                                                                                   |
| Spanien                   | Juego del Palo, Lucha Canaria                                                                            |

### Afrika
| Kultur                          | Stilart                |
| ------------------------------- | ---------------------- |
| Ägypten                         | Ägyptischer Stockkampf |
| Algerien                        | El Matreg              |
| Angola                          | Bassula                |
| Bantu-Völker                    | NíGolo                 |
| Gambia / Senegal                | Gambisches Wrestling   |
| Kamerun                         | Duala-Ringen           |
| Kanarische Inseln               | Juego del Palo         |
| Madagaskar / Mayotte / Réunion  | Moringue               |
| Surma-Volk ( Äthiopien / Sudan) | Donga-Kampf            |

### Nord-undSüdamerika
| Kultur             | Stilart                                                                                        |
| ------------------ | ---------------------------------------------------------------------------------------------- |
| Brasilien          | Batuque, Capoeira, Maculelê, Luta do Bode, Luta Livre, Quarupe, Vale Tudo, Brazilian Jiu-Jitsu |
| Kanada             | Okichitaw                                                                                      |
| Mexiko             | Lucha Libre                                                                                    |
| Peru               | Takanakuy                                                                                      |
| Vereinigte Staaten | Jailhouse-Rock, Wrestling                                                                      |

## Kampfkunststile ohne kulturellen Bezug
Vor allem nach 1950 sind zahlreiche Mischformen von Kampfkunststilen entstanden, die Elemente verschiedener klassischer Stile zusammenführen. Diese Stile sind nicht kulturell einzuordnen, auch wenn sie teilweise im Namen darauf hindeuten.
- Jeet Kune Do
- Kickboxen
- Mixed Martial Arts
- Defendu/Gutter Fighting